# Gianni Petrucci

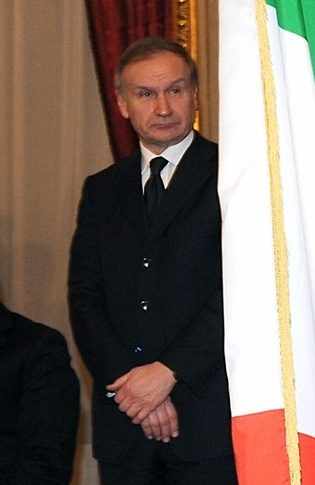
Gianni Petrucci (2010)

Giovanni Petrucci (Rufname Gianni Petrucci; * 19. Juli 1954 in Rom) ist ein italienischer Politiker und Sportpolitiker.

## Werdegang
Nach dem Studium und Examen der Politikwissenschaften in Rom widmete sich Petrucci der Sportpolitik; so war er von 1977 bis 1985 Generalsekretär des Italienischen Basketballverbandes, sodann bis 1992 Generalsekretär des Italienischen Fußballverbandes. Hierbei hatte er sich 1991 für sechs Monate beurlauben lassen, um als hauptamtlicher Vizepräsident die AS Rom aus der Krise zu führen. Von 1992 bis 1999 war Petrucci (hauptamtlicher) Präsident des Italienischen Basketballverbandes. Von 1999 bis 2013 war er in vier Amtsperioden Präsident des Nationalen Olympischen Komitees (CONI). 2000–2001 war Petrucci zusätzlich außerordentlicher Kommissar des Italienischen Fußballverbandes. 2012 wurde er von einer Mitte-Links-Koalition zum Bürgermeister von San Felice Circeo gewählt. 2013 trat Petrucci als Präsident des CONI zurück, da er die Bewerbung Roms um die Olympischen Spiele 2020 wegen der Finanzkrise zurückgeben musste und hierdurch das Vertrauen vor allem der norditalienischen Verbandsvertreter verloren hatte. 2013 wurde er erneut zu Präsidenten des Italienischen Basketballverbandes gewählt.

## Auszeichnungen
- 2011 wurde Petrucci mit dem «Premio Gianni Brera – Sportivo dell’anno» (Gianni-Brera-Preis) ausgezeichnet.